# Конденсационная электростанция

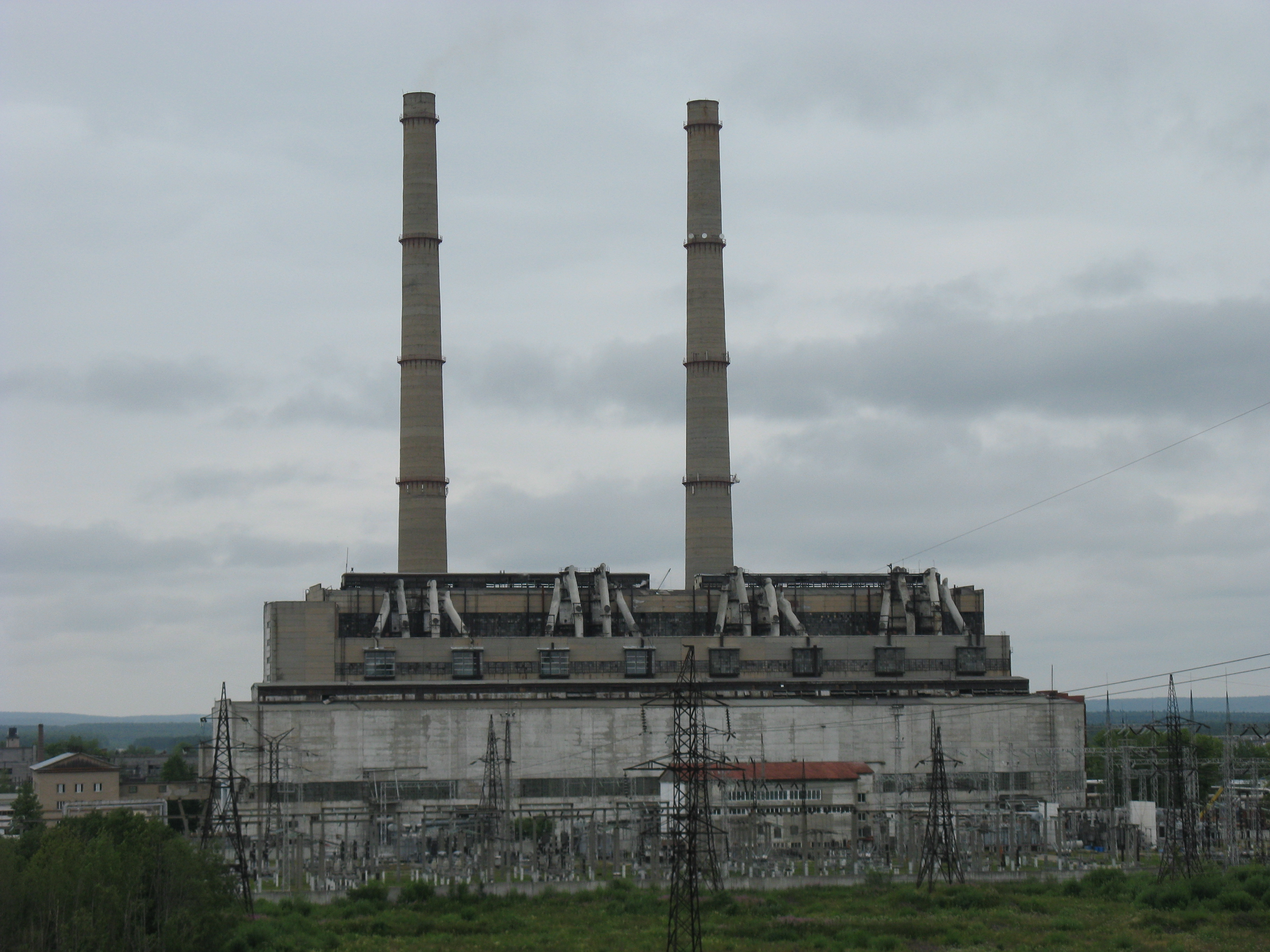
Яйвинская ГРЭС

Конденсационная электростанция (КЭС) — тепловая электростанция, производящая преимущественно электрическую энергию, своим названием этот тип электростанций обязан особенностям принципа работы.
Исторически в СССР КЭС, включённые в единую энергосистему СССР, получили наименование «ГРЭС» — государственная районная электростанция. Название происходит от государственной принадлежности и от использования местного энергоресурса (торф, бурый уголь и т.д.) и расчёта для преимущественного электроснабжения конкретной территории. Первые 10 ГЭС и 20 ГРЭС в рамках ГОЭЛРО, к примеру Штеровская, Каширская, Кизеловская, Горьковская, Шатурская, Челябинская, были построены для обеспечения крупных предприятий, возводившихся при индустриализации. Позже термин «ГРЭС» потерял свой первоначальный смысл «районная» и в современном понимании означает, как правило, тепловую электростанцию (ТЭС, не следует путать с ТЭЦ) большой мощности (тысячи МВт), работающую в объединённой энергосистеме наряду с другими крупными электростанциями. К тому же, некоторые ГРЭС были переделаны и в ТЭЦ, к примеру, Челябинская ГРЭС в ТЭЦ-4. В постсоветское время было утеряно и смысловое значение «государственная». Иногда встречается термин «гидрорециркуляционная электростанция», что соответствует аббревиатуре.
Кроме КЭС на органическом топливе, конденсационными являются по своему принципу работы использующие ядерное топливо — атомная электростанция (АЭС или АКЭС), геотермальную энергию — геотермальная электростанция (ГеоКЭС), тепловую энергию солнечного излучения для образования пара — солнечная КЭС.

## История
Первая ГРЭС в Российской Империи — «Электропередача», сегодняшняя ГРЭС-3 им. Р. Э. Классона, сооружена под Москвой в г. Электрогорске в 1912—1914 годах по инициативе инженера Р. Э. Классона. Основное топливо — торф, мощность — 15 МВт. В 1920-х годах планом ГОЭЛРО предусматривалось строительство нескольких тепловых электростанций, среди которых наиболее известны Каширская ГРЭС и Шатурская ГРЭС.

## Принцип работы
1 — градирня
2 — циркуляционный насос
3 — линия электропередачи
4 — повышающий трансформатор
5 — турбогенератор
6 — цилиндр низкого давления паровой турбины
7 — конденсатный насос
8 — поверхностный конденсатор
9 — цилиндр среднего давления паровой турбины
10 — стопорный клапан
11 — цилиндр высокого давления паровой турбины
12 — деаэратор
13 — регенеративный подогреватель
14 — транспортёр топливоподачи
15 — бункер угля
16 — мельница угля
17 — барабан котла
18 — система шлакоудаления
19 — пароперегреватель
20 — дутьевой вентилятор
21 — промежуточный пароперегреватель
22 — воздухозаборник
23 — экономайзер
24 — регенеративный воздухоподогреватель
25 — фильтр
26 — дымосос
27 — дымовая труба
В котёл с помощью питательного насоса подводится питательная вода под большим давлением, топливо и атмосферный воздух для горения. В топке котла идёт процесс горения — химическая энергия топлива превращается в тепловую и лучистую энергию. Питательная вода протекает по трубной системе, расположенной внутри котла. Сгорающее топливо является мощным источником теплоты, передающейся питательной воде, которая нагревается до температуры кипения и испаряется. Получаемый пар в этом же котле перегревается сверх температуры кипения, примерно до 540 °C с давлением 13-24 МПа и по одному или нескольким трубопроводам подаётся в паровую турбину.
Паровая турбина, электрогенератор и возбудитель составляют в целом турбоагрегат. В паровой турбине пар расширяется до очень низкого давления (примерно в 20 раз меньше атмосферного), и потенциальная энергия сжатого и нагретого до высокой температуры пара превращается в кинетическую энергию вращения ротора турбины. Турбина приводит в движение электрогенератор, преобразующий кинетическую энергию вращения ротора генератора в электрический ток. Электрогенератор состоит из статора, в электрических обмотках которого генерируется ток, и ротора, представляющего собой вращающийся электромагнит, питание которого осуществляется от возбудителя.
Конденсатор служит для конденсации пара, поступающего из турбины, и создания глубокого разрежения, благодаря которому и происходит расширение пара в турбине. Он создаёт вакуум на выходе из турбины, поэтому пар, поступив в турбину с высоким давлением, движется к конденсатору и расширяется, что обеспечивает превращение его потенциальной энергии в механическую работу.
Благодаря этой особенности технологического процесса конденсационные электростанции и получили своё название.
Электрическая энергия на конденсационной электростанции может быть получена из 30-40% начальной энергии топлива. Повышение этой эффективности ограничено законами термодинамики, что подтверждается теоремой Карно. Остаточные 60-70% энергии могут быть использованы в виде тепловой энергии.

## Основные системы
КЭС является сложным энергетическим комплексом, состоящим из зданий, сооружений, энергетического и иного оборудования, трубопроводов, арматуры, контрольно-измерительных приборов и автоматики. Основными системами КЭС являются:
- котельная установка;
- паротурбинная установка;
- топливное хозяйство;
- система золо- и шлакоудаления, очистки дымовых газов;
- электрическая часть;
- техническое водоснабжение (для отвода избыточного тепла);
- система химической очистки и подготовки воды.

При проектировании и строительстве КЭС её системы размещаются в зданиях и сооружениях комплекса, в первую очередь в главном корпусе. При эксплуатации КЭС персонал, управляющий системами, как правило, объединяется в цеха (котлотурбинный, электрический, топливоподачи, химводоподготовки, тепловой автоматики и т. п.).
Котельная установка располагается в котельном отделении главного корпуса. В южных районах России котельная установка может быть открытой, то есть не иметь стен и крыши. Установка состоит из паровых котлов (парогенераторов) и паропроводов. Пар от котлов передаётся турбинам по паропроводам «острого» пара. Паропроводы различных котлов, как правило, не соединяются поперечными связями. Такая схема называется «блочной».
Паротурбинная установка располагается в машинном зале и в деаэраторном (бункерно-деаэраторном) отделении главного корпуса. В неё входят:
- паровые турбины с электрическим генератором на одном валу;
- конденсатор, в котором пар, прошедший турбину, конденсируется с образованием воды (конденсата);
- конденсатные и питательные насосы, обеспечивающие возврат конденсата (питательной воды) к паровым котлам;
- рекуперативные подогреватели низкого и высокого давления (ПНД и ПВД) — теплообменники, в которых питательная вода подогревается отборами пара от турбины;
- деаэратор (служащий также ПНД), в котором вода очищается от газообразных примесей;
- трубопроводы и вспомогательные системы.

Топливное хозяйство имеет различный состав в зависимости от основного топлива, на которое рассчитана КЭС. Для угольных КЭС в топливное хозяйство входят:
- размораживающее устройство (т. н. «тепляк», или «сарай») для оттаивания угля в открытых полувагонах;
- разгрузочное устройство (как правило, вагоноопрокидыватель);
- угольный склад, обслуживаемый краном-грейфером или специальной перегрузочной машиной;
- дробильная установка для предварительного измельчения угля;
- конвейеры для перемещения угля;
- системы аспирации, блокировки и другие вспомогательные системы;
- система пылеприготовления, включая шаровые, валковые, или молотковые углеразмольные мельницы.

Система пылеприготовления, а также бункера угля располагаются в бункерно-деаэраторном отделении главного корпуса, остальные устройства топливоподачи — вне главного корпуса. Изредка устраивается центральный пылезавод. Угольный склад рассчитывается на 7-30 дней непрерывной работы КЭС. Часть устройств топливоподачи резервируется.
Топливное хозяйство КЭС на природном газе наиболее просто: в него входит газораспределительный пункт и газопроводы. Однако на таких электростанциях в качестве резервного или сезонного источника используется мазут, поэтому устраивается и мазутное хозяйство. Мазутное хозяйство сооружается и на угольных электростанциях, где мазут применяется для растопки котлов. В мазутное хозяйство входят:
- приёмно-сливное устройство;
- мазутохранилище со стальными или железобетонными резервуарами;
- мазутная насосная станция с подогревателями и фильтрами мазута;
- трубопроводы с запорно-регулирующей арматурой;
- противопожарная и другие вспомогательные системы.

Система золошлакоудаления устраивается только на угольных электростанциях. И зола, и шлак — негорючие остатки угля, но шлак образуется непосредственно в топке котла и удаляется через лётку (отверстие в шлаковой шахте), а зола уносится с дымовыми газами и улавливается уже на выходе из котла. Частицы золы имеют значительно меньшие размеры (порядка 0,1 мм), чем куски шлака (до 60 мм). Системы золошлакоудаления могут быть гидравлические, пневматические или механические. Наиболее распространённая система оборотного гидравлического золошлакоудаления состоит из смывных аппаратов, каналов, багерных насосов, пульпопроводов, золошлакоотвалов, насосных и водоводов осветлённой воды.
Выброс дымовых газов в атмосферу является наиболее опасным воздействием тепловой электростанции на окружающую природу. Для улавливания золы из дымовых газов после дутьевых вентиляторов устанавливают фильтры различных типов (циклоны, скрубберы, электрофильтры, рукавные тканевые фильтры), задерживающие 90—99 % твёрдых частиц. Однако для очистки дыма от вредных газов они непригодны. За рубежом, а в последнее время и на отечественных электростанциях (в том числе газо-мазутных), устанавливают системы десульфуризации газов известью или известняком (т. н. deSOx) и каталитического восстановления оксидов азота аммиаком (deNOx). Очищенный дымовой газ выбрасывается дымососом в дымовую трубу, высота которой определяется из условий рассеивания оставшихся вредных примесей в атмосфере.
Электрическая часть КЭС предназначена для производства электрической энергии и её распределения потребителям. В генераторах КЭС создаётся трёхфазный электрический ток напряжением обычно 6—24 кВ. Так как с повышением напряжения потери энергии в сетях существенно уменьшаются, то сразу после генераторов устанавливаются трансформаторы, повышающие напряжение до 35, 110, 220, 500 и более кВ. Трансформаторы устанавливаются на открытом воздухе. Часть электрической энергии расходуется на собственные нужды электростанции. Подключение и отключение отходящих к подстанциям и потребителям линий электропередачи производится на открытых или закрытых распределительных устройствах (ОРУ, ЗРУ), оснащённых выключателями, способными соединять и разрывать электрическую цепь высокого напряжения при номинальном токе или токах короткого замыкания с образованием и гашением электрической дуги.
Система технического водоснабжения обеспечивает подачу большого количества холодной воды для охлаждения конденсаторов турбин. Системы разделяются на прямоточные, оборотные и смешанные. В прямоточных системах вода забирается насосами из естественного источника (обычно из реки) и после прохождения конденсатора сбрасывается обратно. При этом вода нагревается примерно на 8—12 °C, что в ряде случаев изменяет биологическое состояние водоёмов. В оборотных системах вода циркулирует под воздействием циркуляционных насосов и охлаждается воздухом. Охлаждение может производиться на поверхности водохранилищ-охладителей или в искусственных сооружениях: брызгальных бассейнах или градирнях.
В маловодных районах вместо системы технического водоснабжения применяются воздушно-конденсационные системы (сухие градирни), представляющие собой воздушный радиатор с естественной или искусственной тягой. Это решение обычно вынужденное, так как такие системы дороже и менее эффективны с точки зрения охлаждения.
Система химводоподготовки обеспечивает химическую очистку и глубокое обессоливание воды, поступающей в паровые котлы и паровые турбины, во избежание отложений на внутренних поверхностях оборудования. Обычно фильтры, ёмкости и реагентное хозяйство водоподготовки размещаются во вспомогательном корпусе КЭС.

Кроме того, на тепловых электростанциях создаются многоступенчатые системы очистки сточных вод, загрязнённых нефтепродуктами, маслами, водами обмывки и промывки оборудования, ливневыми и талыми стоками.

## Влияние на окружающую среду

### Воздействие на атмосферу
При горении твердого топлива потребляется большое количество кислорода, а также происходит выброс значительного количества продуктов сгорания таких как: летучая зола, газообразные окислы углерода, серы и азота, часть которых имеет большую химическую активность, и радиоактивные элементы, содержащиеся в исходном топливе. Также выделяется большое количество тяжёлых металлов, в том числе ртуть и свинец. Этого недостатка лишены ТЭС на природном газе, которые выбрасывают главным образом углекислый газ и водяной пар.

### Воздействие на гидросферу
Прежде всего, сброс воды из конденсаторов турбин, а также промышленные стоки.

### Воздействие на литосферу
Для захоронения больших масс золы требуется много места. Данные загрязнения снижаются использованием золы и шлаков в качестве строительных материалов. Этого недостатка лишены ТЭС на жидком и газообразном топливе (нефтепродукты и природный газ).